# Едіз Їлдиример
Едіз Їлдиример (тур. Ediz Yıldırımer, 25 жовтня 1993) — турецький плавець.
Учасник Олімпійських Ігор 2008, 2012 років.